# Lithocarpus vidalii
Lithocarpus vidalii är en bokväxtart som först beskrevs av Fern.-vill., och fick sitt nu gällande namn av Alfred Rehder. Lithocarpus vidalii ingår i släktet Lithocarpus och familjen bokväxter.
Artens utbredningsområde är Filippinerna. Inga underarter finns listade.